# Michel Roger
Michel Roger, (9 de marzo de 1949 en Poitiers, Vienne, Francia) es un funcionario público francés. Fue Ministro de Estado del Principado de Mónaco, entre 2010 y 2015.

## Biografía
Michel nació el 9 de marzo de 1949, en Poitiers, Vienne, Francia. Hijo del juez Pierre Roger.
Realizó sus estudios en el liceo Alain-Fournier de Bourges y de liceo Henri-IV de Poitiers.
Es graduado de estudios especializados, en derecho privado y en las ciencias penales; por la Universidad de Poitiers.
ES laureado de la facultad de derecho, tiene un doctorado en derecho y habilitación (HDR), en la Universidad de Poitiers.

### Carrera profesional
Comenzó su carrera profesional en 1970 como abogado, pero solo ejerció esta profesión durante tres años, prefiriendo dedicarse a la carrera de funcionario. En 1975, ingresó al Ministerio de Justicia, luego, al año siguiente, fue trasladado a la oficina del ministro de Planificación y Desarrollo Regional, Jean Lecanuet.
En 1981 ocupó el cargo de profesor en la Universidad de Poitiers en paralelo a sus funciones. En 1984, se convirtió en director de la Escuela de Abogados Centre-Ouest y del Instituto de Estudios Judiciales de la Facultad de Derecho de Poitiers.

### Vida pública
En 1986, se convirtió en gerente de proyectos en el gabinete del ministro de Educación Nacional , René Monory, luego director del gabinete del ministro de 1987 a 1988. Desde 1986, también es inspector general de Educación Nacional asignado a las disciplinas de economía y ciencias sociales.
Durante las elecciones municipales francesas de 1989 , intentó meterse en política y lideró la lista de centro-derecha "  Ouvrons Poitiers sur l'avenir  " en Poitiers -con Jean-Pierre Raffarin y Jacques Grandon como compañeros de fórmula- pero perdió las 'elección'. .
De 2002 a 2005, trabajó en el gabinete de Jean-Pierre Raffarin, entonces primer ministro, como asesor para la juventud, la educación nacional, la educación superior y la investigación. De 2005 a 2009 se desempeñó como inspector general de Educación Nacional y asesor del presidente del Consejo General de Vienne .
En julio de 2009, se unió a Claudie Haigneré para la misión de prefigurar el nuevo establecimiento público que reúne el Palais de la Découverte y la Cité des sciences et de l'industrie.

### Ministro de Estado de Mónaco
El 3 de marzo de 2010, el príncipe Alberto II de Mónaco decidió nombrarlo Ministro de Estado del Principado. Asume sus funciones el 29 de marzo del mismo año.
El 14 de diciembre de 2015, sufrió un derrame cerebral y fue hospitalizado en el Hospital Universitario de Niza. Le sustituye con carácter interino Gilles Tonelli, el 16 de diciembre.